# Филлипс, Горацио
Горацио Фредерик Филлипс (англ. Horatio Frederick Phillips; 2 февраля 1845, Воксхолл, Большой Лондон — 15 июля 1926, Milford on Sea, Гэмпшир) — пионер английской авиации, прославившийся созданием целой серии мультипланов. Внёс весомый вклад в развитие аэродинамики, разработал целый ряд аэродинамических профилей.
Филлипс разработал аэродинамическую трубу, в которой он изучил широкий спектр форм крыльев. Труба была необычна тем, что для продувки использовался поток пара, а не воздуха.
В 1884 году он смог зарегистрировать свой первый патент, а за ним последовали и другие. Филлипс продемонстрировал, что придание верхней поверхности крыла большей кривизны, чем нижней, ускоряет воздушный поток, уменьшает давление над крылом и тем самым создаёт подъёмную силу. Им были созданы, запатентованы и подробно описаны несколько аэродинамических профилей, которые впоследствии широко использовались в авиации.

## Мультипланы конструкции Филлипса

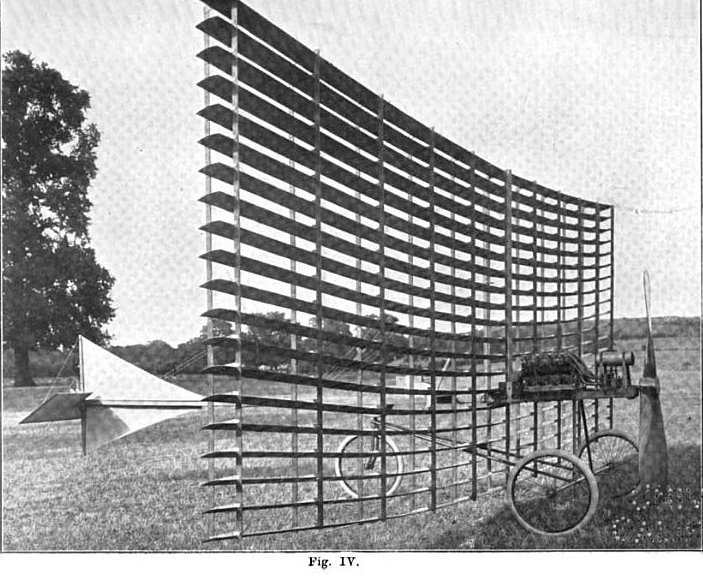
Мультиплан Горацио Филлипса. 1904 год

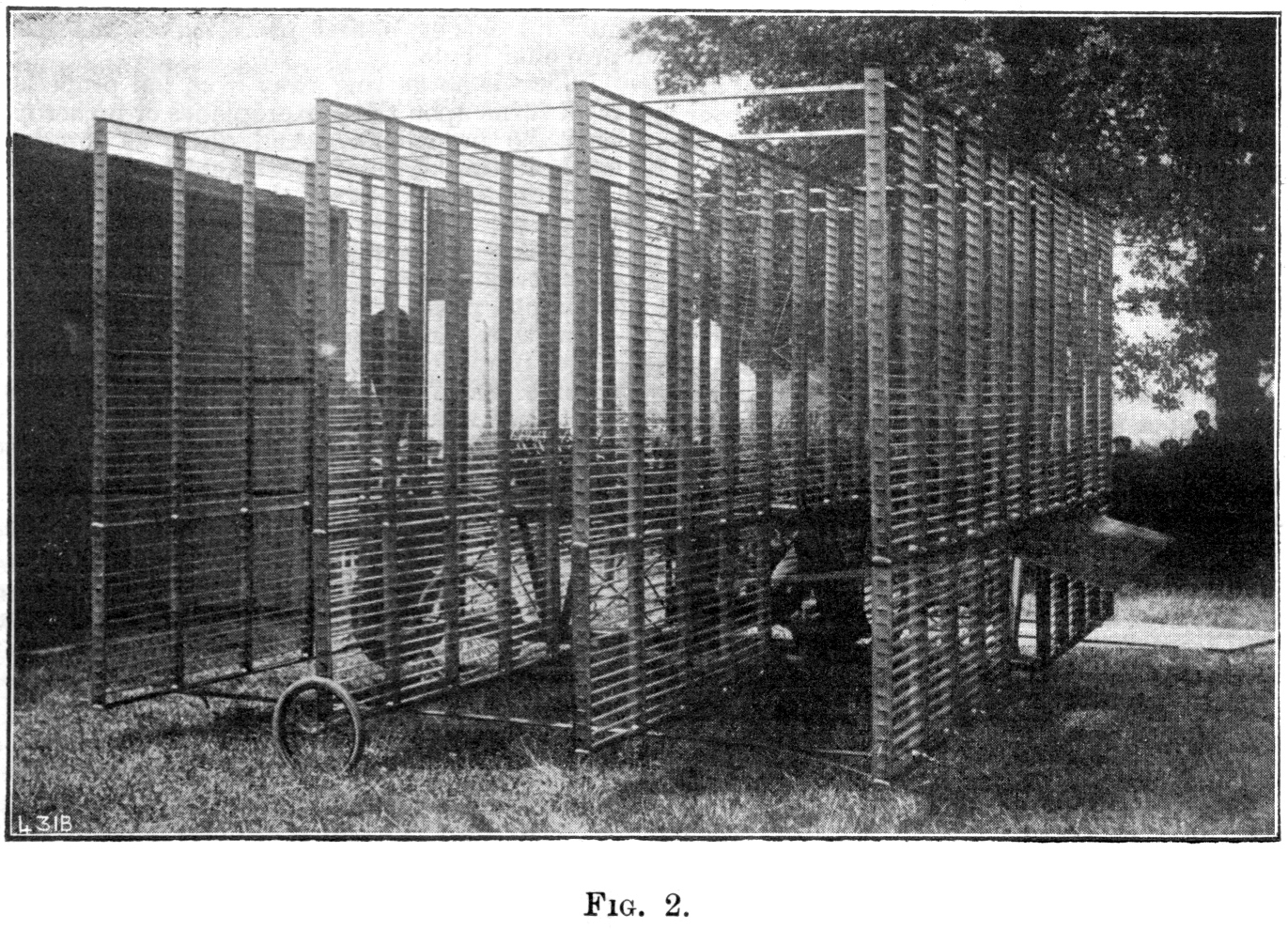
Мультиплан Горацио Филлипса. 1907 год

Филлипс полагал, что многоярусное («маршевое» как он его называл) крыло, напоминающее по конфигурации жалюзи, имеет преимущества перед обычным. По этой причине почти все самолёты его конструкции были мультипланами.
В 1893 году им был построен самолёт «Phillips Flying Machine» (с англ. — «Летающая машина Филлипса») с двигателем мощностью 6 л. с. Он имел 50 крыльев шириной 3,8 см каждое, расположенных на расстоянии 5 см друг от друга. В сборе несущая конструкция имела два метра в высоту и шесть метров в ширину. Самолёт разгонялся на привязи по круговому деревянному помосту до 65 км/ч и поднимался в воздух. Самолёт был предназначен для проверки грузоподъёмности, а не для пилотирования. Его максимальная нагрузка составила 400 фунтов (≈181 кг). В конструкции Филлипс использовал свои запатентованные «двойные аэродинамические поверхности». Удлинение крыла составляло 152, что обеспечивало большую подъёмную силу в ущерб устойчивости.
В 1903 году Филлипс построил самолёт Phillips Multiplane II, который имел 12 крыльев с такой же суммарной несущей площадью, как и первый самолёт. Согласно дневнику конструктора, самолёт пролетел 25 метров, но официальных подтверждений этому нет.
Его мультиплан 1904 года был дальнейшим развитием «Flying Machine», но теперь им управлял человек. Самолёт имел 21 крыло и хвостовое оперение для устойчивости, но он не мог обеспечить продолжительный полёт. На этом самолёте удалось набрать высоту 50 футов (более 15 м). Специально сделанная копия машины 1904 года появляется во вступительных эпизодах фильма 1965 года «Воздушные приключения».
Мультиплан Филлипса конструкции 1907 года имел 200 несущих поверхностей и был оснащён двигателем мощностью 22 л. с. с 7-футовым воздушным винтом (2,13 м). 6 апреля 1907 года самолёт совершил полёт на высоте 500 футов (152 м). Это был первый полёт такого рода в Англии. За несколько лет до этого состоялся полёт братьев Райт. Несмотря на успех, конструкция 1907 года показала неудовлетворительные характеристики по сравнению с более традиционными типами самолётов. Это заставило Филлипса прекратить попытки пилотируемого полёта.